# Ruda Góra

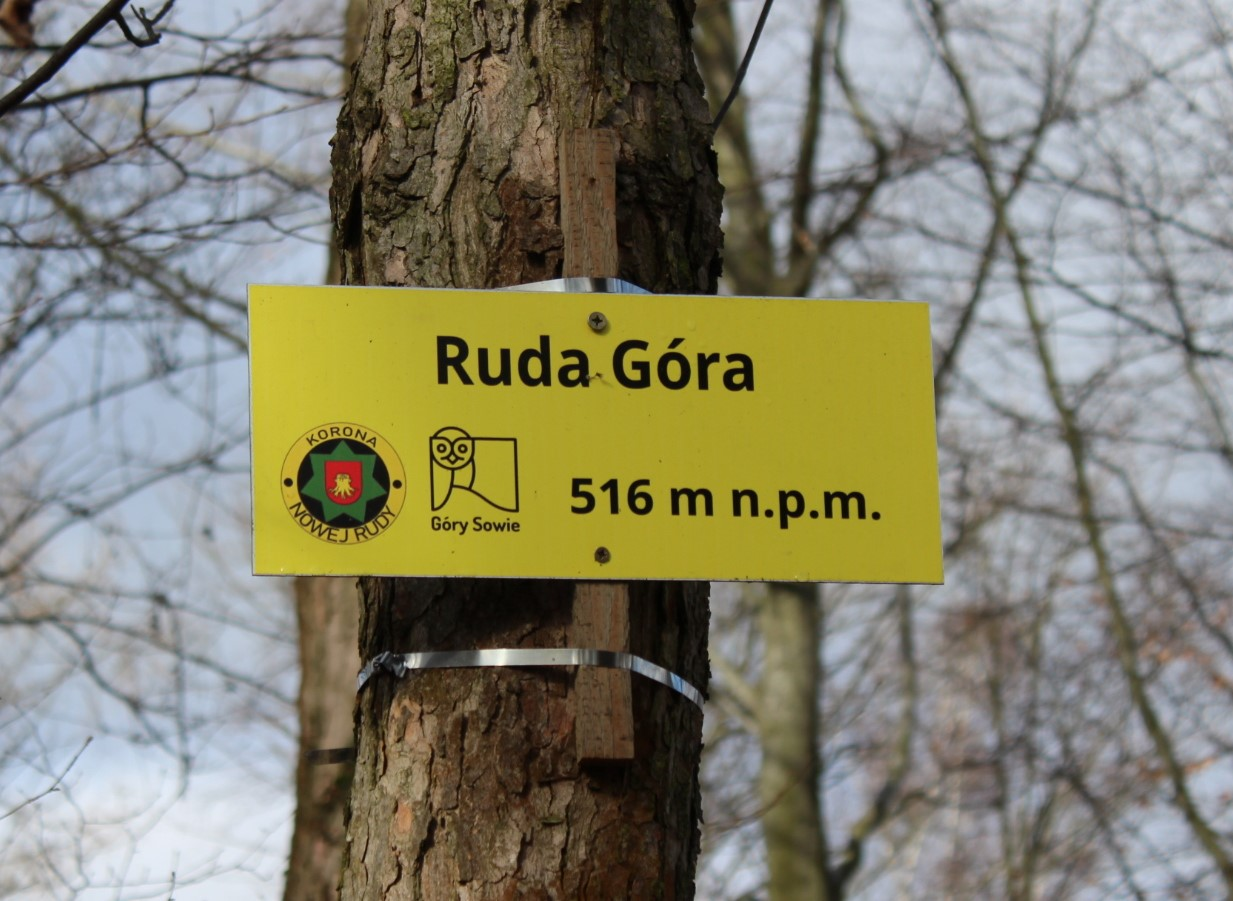

Ruda Góra (niem. Galgenberg, 516 i 511 m n.p.m.) – dwuwierzchołkowy szczyt w południowo-zachodniej Polsce w Sudetach Środkowych, w środkowej części Wzgórz Włodzickich. Wzniesienie góruje nad centrum  Nowej Rudy, 

## Historia
Niemiecka nazwa szczytu Galgenberg (Szubieniczna Góra) wskazuje, że mogła na jej stoku znajdować się szubienica miejska.
Szczyt zaliczany do Odznaki „Korona Nowej Rudy”, inne to:
- Bogusza 539 m n.p.m.
- Góra św. Anny 647 m n.p.m.
- Góra Wszystkich Świętych 648 m n.p.m.
- Krępiec 645 m n.p.m.
- Sokoli Garb 615 m n.p.m.
- Wilkowiec 598 m n.p.m.[1]